# امبودیانگزوکا
امبودیانگزوکا (به لاتین: Ambodiangezoka) یک منطقهٔ مسکونی در ماداگاسکار است که در ساوا (ماداگاسکار) واقع شده‌است.

## خصوصیات
امبودیانگزوکا ۲۶٬۶۷۳ نفر جمعیت دارد و ۵۰۳ متر بالاتر از سطح دریا واقع شده‌است.